# Битва при Луттере

Битва при Луттере (нем. Schlacht bei Lutter) — сражение времён Тридцатилетней войны, произошедшее 27 августа 1626 года. Армия Католической лиги под командованием Тилли вместе с войсками Священной Римской империи нанесла поражение армии датского короля Кристиана IV, выступавшего на стороне протестантов.

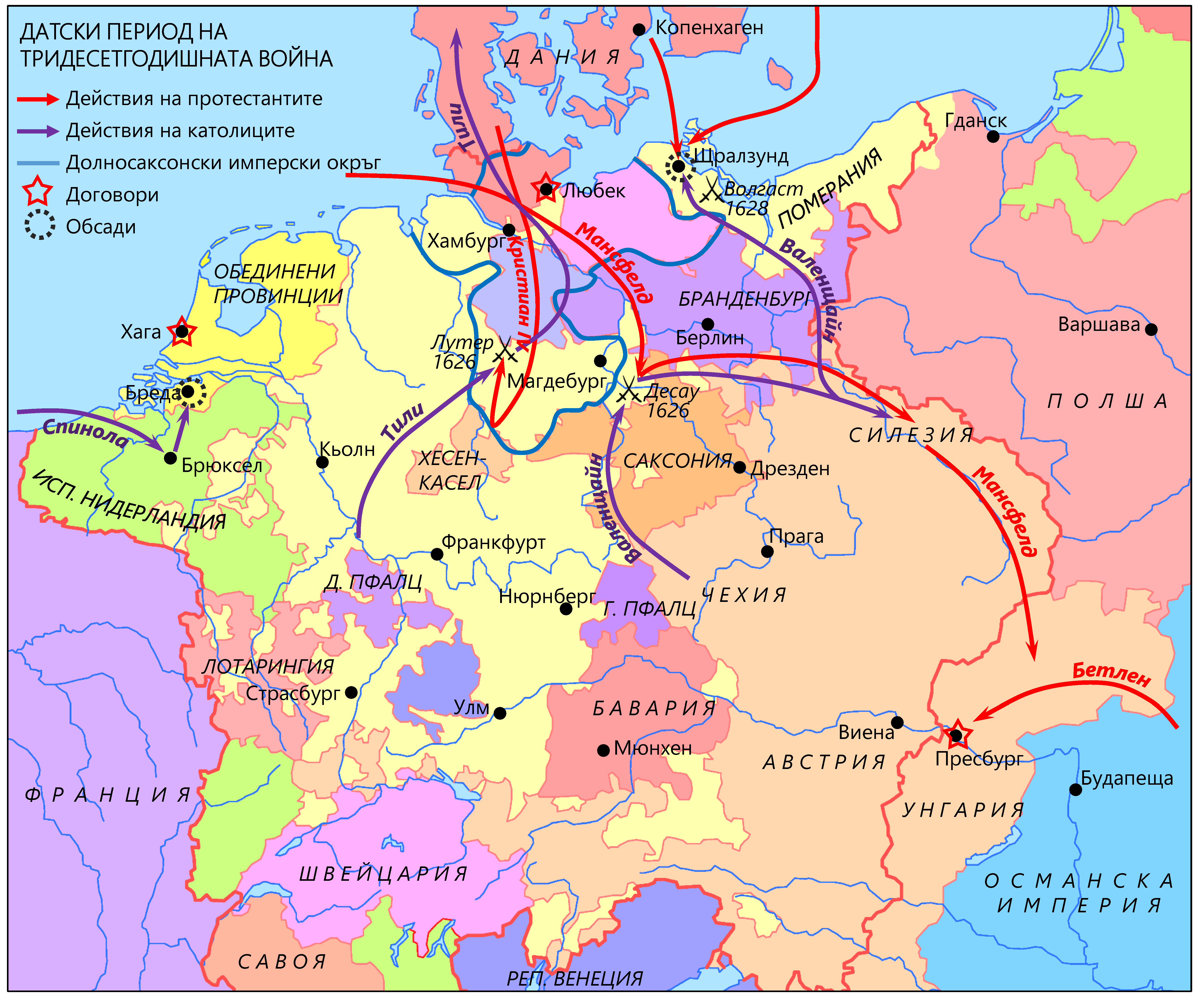
Датский период Тридцатилетней войны

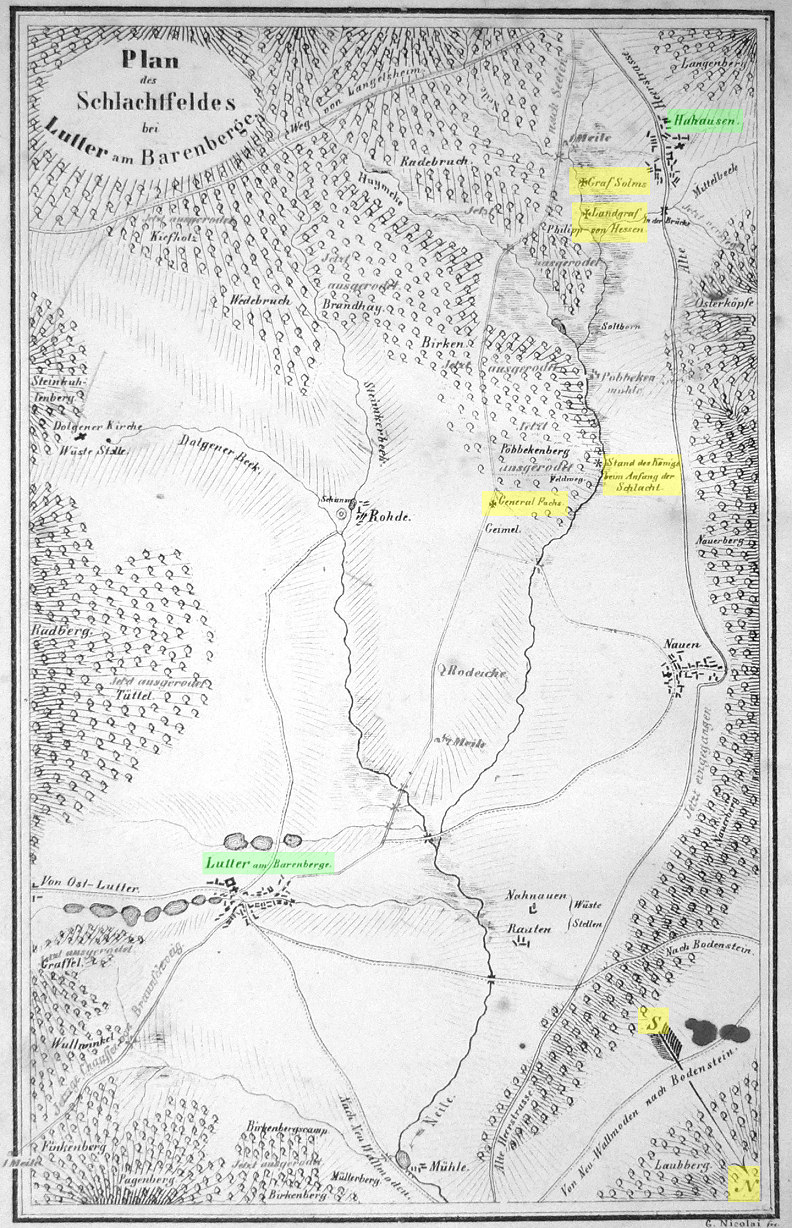
Карта поля битвы между Люттером и Хахаузеном, север внизу справа.

## Военная ситуация
Вступление в 1625 году в Тридцатилетнюю войну Датско-Норвежского королевства дало надежду протестантам, терпевшим одно поражение за другим, и протестантская сторона начала строить амбициозные планы. Предполагалось, что Христиан Брауншвейгский нападёт на Тилли в Рейнланде, а Эрнст фон Мансфельд атакует Валленштейна в Магдебургском архиепископстве. Однако Мансфельд был разбит в битве при Дессау, и Валленштейн, прогнав его войска в Венгрию, отправил часть сил на помощь Тилли. Тем временем Кристиан IV двинулся из Тюрингии на юг.

## Ход сражения
Тилли сумел навязать датчанам сражение возле Луттера. Бой начался в 10 часов утра с атаки трёх тяжелых имперских кавалерийских полков. В 11 часов утра имперская батарея открыла огонь, и еще один кавалерийский полк атаковал датскую батарею. Пехота последовала за атакой. Датская батарея и датская кавалерия отразили атаку.
Затем датчане начали контратаку на имперскую батарею, которая оказалась оглушительно успешной. Тилли лично остановил своих бегущих наемников и, сплотив, повёл их вперёд. Подход резервной имперской кавалерии и проведённая совместно с ней атака заставила датчан бежать. 
Второй этап сражения прошел на левом фланге датчан. Здесь датский главнокомандующий король Кристиан IV стал отводить войска, поскольку получил известие о приближении войск Валленштейна с тыла. В этот момент два имперских полка атаковали. Деморализованные датчане не смогли противостоять атаке, и армия в панике рассеялась. 
Имперская пехота трижды прорывала датские линии, однако каждый раз была отбита кавалерийской контратакой. Однако датским войскам всё труднее становилось удерживать свои позиции, и когда вся датская артиллерия оказалась захваченной имперцами, датские войска охватила паника, и они бежали по направлению к Луттер-ам-Баренберге. Преследование продолжалось всю ночь; беглецов безжалостно убивали по приказу Тилли. 

## Результаты
Датчане потеряли около  4000 убитыми. Тилли захватил 2000 пленных, 22 пушки и 60 знамён. Сражение нанесло невосполнимый удар Дании. Протестантская коалиция пошатнулась, и Фердинанд II получил возможность закончить войну, однако изданный им Реституционный эдикт привёл к вступлению в войну Швеции.